# کرسبرون آم بودنزه
کرسسبرون ام بودنزه (به آلمانی: Kressbronn am Bodensee) یک شهر در آلمان است که در بودنسیکرایس واقع شده‌است. کرسسبرون ام بودنزه ۸٬۰۵۵ نفر جمعیت دارد.